# 安德拉德角 (加利福尼亞州)
安德拉德角（英語：Andrade Corner）是位於美國加利福尼亞州洛杉磯縣的一個非建制地區。該地的面積和人口皆未知。

## 地理
安德拉德角的座標為34°38′55″N 118°22′37″W / 34.64861°N 118.37694°W，而該地的平均海拔高度為1040米（即3412英尺）。